# Pro Juventute
Pro Juventute (lat. «Für die Jugend») ist eine im Jahr 1912 gegründete Schweizer Stiftung, die sich dafür einsetzt, dass Kinder, Jugendliche und ihre Familien in ihrem Alltag unterstützt und gefördert werden und dass diese in der Not rasch Unterstützung erhalten. Auch macht sich die Stiftung für Kinderrechte stark und engagiert sich für förderliche Rahmenbedingungen für Familien in der Schweiz. Die Organisation ist politisch, ideologisch und konfessionell unabhängig und finanziert sich massgeblich über Spendengelder aus der Bevölkerung und Zuwendungen aus der Wirtschaft. Die Organisation trägt seit 1942 das ZEWO-Gütesiegel, das den wirtschaftlichen, zweckbestimmten und wirkungsvollen Einsatz von Spendengeldern sowie eine transparente Organisationen mit funktionierenden internen und externen Kontrollstrukturen bescheinigt.
Über die Schweiz hinaus bekannt wurde die Stiftung durch den 1972 aufgedeckten Skandal um die Kindeswegnahmen im Rahmen des Projekts Kinder der Landstrasse.

## Leitbild und Vision
Die Stiftung orientiert sich in ihrer Arbeit an den Grundsätzen der UN-Kinderrechtskonvention aus dem Jahre 1989. Im Zentrum steht das Recht von Kindern und Jugendlichen auf Unterstützung, Förderung und Hilfe in der Not. Pro Juventute hat gemäss eigenen Angaben die Vision, «einer Schweiz, in der Kinder und Jugendliche glücklich sind und gefördert werden. Eine Schweiz, in der Eltern ihre Kinder bestärken und begleiten können. Denn die Kinder von heute sind die Gesellschaft von morgen.»

## Organisationsstruktur
Der Hauptsitz der Stiftung ist in Zürich. Sie ist mit fünf Regionalstellen in der ganzen Schweiz präsent. Die Stiftung wird von einer Geschäftsleitung geführt, der fünf Personen angehören. Seit März 2024 amtet Nicole Platel als Direktorin von Pro Juventute.
Der Stiftungsrat besteht aus zehn Personen, Stiftungspräsident ist Stefan Portmann. Er folgte auf Barbara Schmid-Federer, die von 2019 bis 2022 in Nachfolge von Josef Felder Präsidentin war. Seit 2011 weist die Stiftung ein ausgeglichenes Ergebnis auf. Zuvor war Pro Juventute, u. a. aufgrund der stark sinkenden Erlöse aus dem Briefmarkenverkauf, die zuvor einen massgeblichen Teil der Einkünfte der Stiftung ausgemacht hatten, in finanzielle Schieflage geraten und war über viele Jahre defizitär gewesen. Unter dem damaligen Direktor Stephan Oetiker und Stiftungsratspräsent Josef Felder wurde ab 2009 eine umfassende Reorganisation und Sanierung der Stiftung eingeleitet, um deren Überleben und die finanzielle Gesundung einzuleiten. Unter anderem wurden die vormaligen 187 regionalen Bezirke, die rechtlich Teil von Pro Juventute waren, aufgelöst. An ihrer Stelle konstituierten sich 24 in der Regel kantonale Vereine, die rechtlich und organisatorisch von der Stiftung Pro Juventute unabhängig sind. Diese setzen die Angebote von Pro Juventute in den Regionen um und sorgen für eine regionale Verankerung. Im Glarnerland übernimmt das der Verein Joyning Glarnerland, in Appenzell Innerrhoden der Verein Chindernetz AI.

## Tätigkeitsgebiet und Schwerpunkte
Mehr als 300 000 Kinder und Jugendliche sowie 100 000 Eltern aus der ganzen Schweiz nutzen jedes Jahr die Angebote der Stiftung, die sich auf fünf Kernbereiche fokussieren und laufend angepasst oder ggf. erweitert werden: Beratung und Hilfe, Schulung, Information, Sensibilisierung und Aufklärung sowie weitere Angebote wie beispielsweise Feriengestaltung.

### Beratung und Hilfe
Schweizweit unterstützt das Team der «Pro Juventute Beratung + Hilfe 147» täglich rund 700 Kinder und Jugendliche. Diese erhalten Beratung und Unterstützung rund um die Uhr in drei Landessprachen, anonym und kostenlos per Telefon, SMS oder via Internet (Chat und www.147.ch). Mit der 2014 lancierten «Pro Juventute Elternberatung» gibt es dieses Angebot neu auch für Eltern. Ebenfalls rund um die Uhr beantwortet werden Fragen zu Erziehung, Entwicklung, Betreuung und Familienorganisation. Jungen Menschen bietet Pro Juventute außerdem einen Peer-Chat an, bei dem sie durch 15- bis 24-Jährige beraten werden, die wiederum durch Profiberater unterstützt werden. Mit dem «Witwen-, Witwer- und Waisenfonds» unterstützt die Stiftung Hinterbliebene mit Kindern sowie Halb- und Vollwaisen in finanzieller Not. Die Beiträge sind eine Ergänzung zu den Leistungen von Bund und Kantonen und helfen, das Existenzminimum zu sichern.

### Schulung
Die Stiftung greift neue oder besonders tabuisierte Themen, die noch keinen Platz im Lehrplan der öffentlichen Schulen haben, auf. Mit Unterrichtsmaterialien und Workshops für Schulen und Jugendeinrichtungen sollen verschiedene Kompetenzen gefördert werden, bspw. im Bereich Verschuldung. So wird mit den Programmen Potz Tuusig (für 5- bis 8-Jährige) und Kinder-Cash (für 10- bis 13-Jährige) der bewusste Umgang mit Geld und Konsum geübt. Ein weiterer Schwerpunkt liegt in der Förderung der Medienkompetenz, insbesondere in der Förderung eines verantwortungsvollen Umgangs mit den Neuen Medien. In so genannten «Medienprofi»-Schulworkshops und Elternveranstaltungen zum Thema können Kinder, Jugendliche und Erwachsene ihr Wissen im Umgang mit Neuen Medien auf- und ausbauen. Ebenfalls stellt Pro Juventute Informationsmaterial und Online-Tools zum Thema zur Verfügung, wie z. B. ein kostenloser Cyber-Risiko-Check für das eigene Facebook-Profil.

### Information
Seit über 40 Jahren erhalten jedes Jahr rund 65 000 Mütter und Väter in der ganzen Schweiz mehrmals die sogenannten Elternbriefe von Pro Juventute. Die Elternbriefe werden der jeweiligen Altersstufe entsprechend verschickt und bieten Informationen und Tipps zu Themen wie Pflege, Ernährung, Entwicklung des Kindes und Partnerschaft. Die Pro Juventute-Extrabriefe widmen sich speziellen Themen wie Grosseltern-Sein, Trotzalter, Teenager oder Familie und Beruf.
Die Stiftung gibt auch Informationen für Kinder psychisch kranker beziehungsweise suchtabhängiger Eltern heraus.

### Sensibilisierung und Aufklärung
Im Rahmen schweizweiter Kampagnen sensibilisiert die Stiftung Kinder und Jugendliche sowie die breite Öffentlichkeit für Themen wie Sexting, Cyber-Mobbing oder Jugendsuizid. Mit verschiedenen Instrumenten wie Plakaten, Video-Clips, einer Kampagnen-Plattform im Internet und Informationsmailings zielen die Kampagnen von Pro Juventute auch auf Eltern und Erziehungsberechtigte – beispielsweise 2014 mit dem Thema Sexualaufklärung 2.0.

### Weiteres
Neben Beratung & Hilfe, Schulung, Information und Sensibilisierung bietet die Stiftung auch Angebote, bei denen der Spass und das Erlebnis im Vordergrund stehen. Der Pro-Juventute-Ferienpass ermöglicht Kindern und Jugendlichen zwischen 6 und 16 Jahren Ferienerlebnisse, wenn ihre Eltern nicht verreisen können (Halbtagesprogramme, Tagesprogramme, Wochenprogramme und Ferienlager). Insgesamt bietet Pro Juventute über ihre regionalen Vereine jedes Jahr über 2500 Aktionen und Programme in der ganzen Schweiz an.

## Geschichte

### Organisationsgeschichte

Plakat von Emil Cardinaux (1922)

Die Stiftung wurde 1912 unter der Schirmherrschaft der «Schweizerischen Gemeinnützigen Gesellschaft» gegründet. Ziel war die Bekämpfung von Tuberkulose bei Kindern und Jugendlichen. Zehn Jahre später kam die «Genossenschaft Kindersanatorium Pro Juventute» (später in «Alpine Kinderklinik» umbenannt) hinzu. 1917 bis 1923 fungierte Heinrich Hanselmann als Zentralsekretär. Er formulierte Grundlagen der schweizerischen Jugendfürsorge und gründete eine Bibliothek sowie Zeitschrift unter dem Namen Pro Juventute. Ulrich Wille junior, als Gründungsmitglied und früher Förderer und Finanzier von Adolf Hitler und Rudolf Hess, war von 1912 bis 1959 Präsident der Stiftungskommission und Vizepräsident des Stiftungsrates.
1926 begann ein düsteres Kapitel in der Geschichte der Organisation: Mit dem «Hilfswerk für die Kinder der Landstrasse» sollten Kinder aus fahrenden Familien zu sesshaften und arbeitsamen Menschen umerzogen werden.
In den Jahren 1930 bzw. 1931 gründete die Stiftung die Schweizerische Arbeitsgemeinschaft für Ferien und Freizeit (SAF), die Vorläuferin der Schweizerischen Arbeitsgemeinschaft der Jugendverbände (SAJV), sowie das Schweizerische Jugendschriftenwerk (SJW).
Anfang der 1940er-Jahre wurden die ersten Säuglingspflegekurse mit Pro Juventute-Säuglingsschwestern durchgeführt. Auf die Schulung von jungen Eltern folgte die schweizweite Mütter- und Väterberatung, der Beginn der Pro Juventute-Elternbriefe und des Ratgebers «Das erste Lebensjahr».
Im Jahr 1954 wurden von der Stiftung die ersten beiden Robinsonspielplätze in Rüschlikon/ZH und Zürich-Wipkingen eröffnet.
1959 wurde der Schweizer Nationalrat Emil Frei, der seit 1948 für die Stiftung arbeitete, Präsident der Stiftungskommission und Vizepräsident des Stiftungsrates. Diese Ämter behielt er bis 1971.
1961 ging der «Kinderzirkus Robinson» erstmals auf Tournee, der bis heute existiert, seit 1992 als selbstständiges Unternehmen.
Anfang der 1970er-Jahre wurde der Pro Juventute-Verlag gegründet, der 2003 an den Orell-Füssli-Verlag verkauft wurde. 1978 führte Pro Juventute in den meisten Pro Juventute-Bezirken die Ferienspass-Aktion ein. 1973 wird das «Hilfswerk für Kinder der Landstrasse» nach heftiger Kritik in den Medien und auf Druck der Öffentlichkeit aufgelöst (siehe Kinder der Landstrasse).
Die Stiftung begann im Jahre 1985 das Projekt Familienbegleitung, das Kinder und Familien in schwierigen Familiensituationen unterstützt. Im Jahr 2007 macht sich die daraus entstandene Sozialpädagogische Familienbegleitung selbständig.
1992 wurde das Sorgentelefon «Help-o-Fon» aufgebaut, der Vorgänger der «Beratung + Hilfe 147». 1998, nach der Ratifizierung der UN-Kinderrechtskonvention durch die Schweiz, überträgt der Bund Pro Juventute die Verantwortung für den Aufbau einer Telefonhilfe 147 für Kinder und Jugendliche.
Im Rahmen einer gesamtschweizerischen Reorganisation der Stiftung aufgrund finanzieller Schwierigkeiten wurden 2009 die 187 Bezirke aufgelöst und in kantonale Pro Juventute-Vereine überführt. 2012 beging Pro Juventute ihr 100-jähriges Bestehen. Zu diesem Anlass führte die Stiftung verschiedene Aktionen und Förderungsprojekte für Kinder durch, u. a. bauten Kinder das weltweit grösste Mosaik aus Legobausteinen und sie entwarfen ihre Zukunftsvisionen, die schweizweit für Aufsehen sorgten.
2013 und 2014 baute die Organisation ihre Programme im Bereich Medien- und Finanzkompetenz sowie ihre Sensibilisierungs- und Informationsbestrebungen wie etwa zum Thema Sexting aus und entwickelte die digitalen Kanäle ihrer Kinder- und Jugendberatung der Notrufnummer 147.

### Kinder der Landstrasse
Das Hilfswerk für die Kinder der Landstrasse entstand im Jahr 1926 als Projekt der Stiftung. Ziel war es, Kinder aus fahrenden Familien zu sesshaften und arbeitsamen Menschen zu erziehen. Mit Unterstützung der Vormundschaftsbehörden wurden Kinder, insbesondere von Jenischen, ihren Familien entzogen. Kindswegnahmen waren damals in der Fürsorge weit verbreitet und so erregte das Hilfswerk in seinen Anfängen kaum Widerstand und es fanden sich rasch Gönner, die das Werk unterstützen. Die treibende Kraft der völkermordähnlichen Kindswegnahmen war auf dem Zentralsekretariat Alfred Siegfried (1890–1972). Er gilt als Gründer des Hilfswerks und leitete es bis 1958. Zwischen 1926 und 1973 wurden knapp 600 Kinder ihren Familien weggenommen. Da sich nicht genügend Pflegefamilien fanden, wurden über 80 Prozent der Kinder in Erziehungsanstalten, Kinderheimen, psychiatrischen Anstalten oder Strafanstalten untergebracht. Der Kampf gegen die fahrende Lebensweise wurde von der Stiftung als grosser Erfolg ausgewiesen und das Vorgehen mit wissenschaftlichen Studien legitimiert. Widerstand leisteten hauptsächlich die betroffenen Eltern, die sich mit rechtlichen Mitteln zur Wehr setzten. Ihre Rekurse gegen die Entscheide der Vormundschaftsbehörden blieben aber lange ohne Erfolg. Erst als der Journalist Hans Caprez im April 1972 im «Schweizerischen Beobachter» den kritischen Artikel «Die Klagen fahrender Mütter» veröffentlichte, regte sich in der Bevölkerung Widerstand. Das mediale Echo und die Empörung der Öffentlichkeit führten ein Jahr später zur Auflösung des Hilfswerks. Nach der Auflösung schlossen sich die Fahrenden in verschiedenen Organisationen, u. a. der Radgenossenschaft der Landstrasse, zusammen und kämpfen seither für ihre Rehabilitierung und die Anerkennung ihrer Lebensweise. 1986 entschuldigte sich der Schweizerische Bundesrat und 1987 die Pro Juventute bei den betroffenen Familien für das begangene Unrecht. Das Schweizer Parlament bewilligte 11 Millionen Franken zur Wiedergutmachung. Pro Juventute finanziert noch heute das Beratungstelefon der Stiftung Naschet Jenische.
In wissenschaftlichen Publikationen wird auf die grosse Menge der von Pro Juventute angelegten Akten hingewiesen. In diesen Akten sind Betroffene stigmatisiert worden. «Die Aktenanlegung und die systematisch verwendeten Stigmatisierungen bildeten denn auch mit einen Grund für die Diskriminierungen, welche die Betroffenen des Hilfswerks erleiden mussten. Die schriftlich festgehaltenen negativen und zugespitzten Formulierungen blieben bleischwer an den betroffenen Kindern und Erwachsenen hängen und bestimmten ihr weiteres Schicksal entschieden mit.»

## Finanzierung
Als private Stiftung finanziert sich Pro Juventute vorwiegend über Spendengelder und Legate, durch den Verkauf von Briefmarken und Artikeln, mit Einkünften aus Partnerschaften sowie durch die Erbringung sozialer Dienstleistungen. Bund, Kantone und Gemeinden leisten einen jährlichen Unterstützungsbeitrag in der Höhe von rund 1,6 Millionen Franken (2013). Pro Juventute wird nach betriebswirtschaftlichen Grundsätzen geführt und arbeitet nicht gewinnorientiert. Die Stiftung ist mit dem ZEWO-Gütesiegel ausgezeichnet, dem staatlich kontrollierten Qualitätsausweis für gemeinnützige Organisationen. Dieses Gütesiegel garantiert den uneigennützigen und zweckbestimmten Umgang mit den anvertrauten Spendengeldern.
Die Stiftung hatte während Jahren mit finanziellen Schwierigkeiten zu kämpfen, weshalb 2009 eine umfassende Reorganisation eingeleitet wurde. Anlässlich des 100. Geburtstags der Stiftung im Jahr 2012 konnte nach einer dreijährigen Sanierungsphase erstmals seit 15 Jahren wieder eine ausgeglichene Rechnung präsentiert werden.

## Philatelie

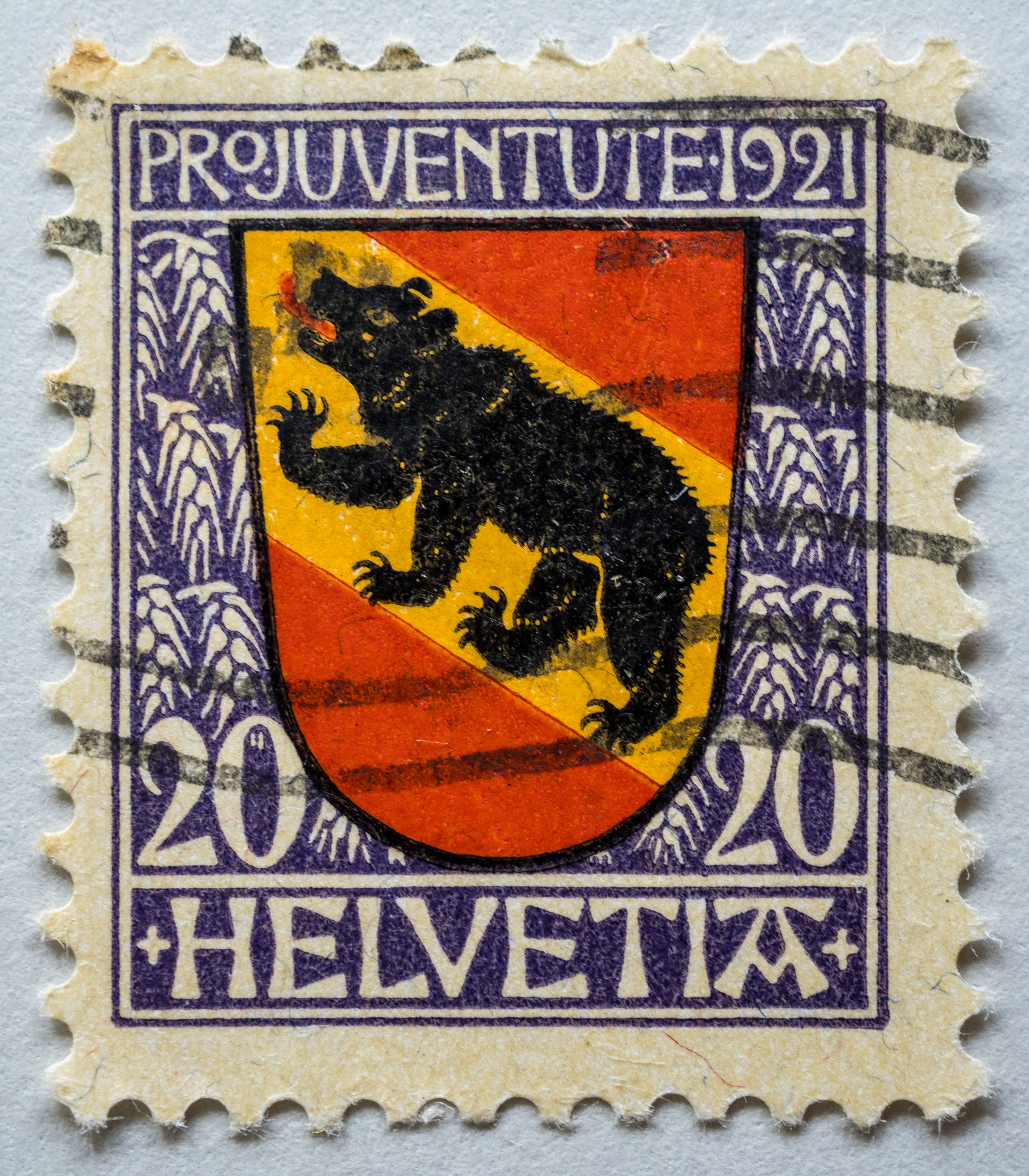
Pro Juventute-Briefmarke von 1921, Kantonswappen Bern

Im Jahr 1913 veröffentlichte die Schweizerische Post erstmals Briefmarken mit einem Verkaufszuschlag, welcher an die Stiftung ging. Diese Sondermarken sind inzwischen vor allem bei Schweizer Philatelisten beliebte Sammelobjekte. Sie werden meist als gewöhnliche Freimarken, seltener separat, gesammelt. Vor allem ältere Ausgaben erzielen aufgrund ihrer Seltenheit hohe Preise. Die Briefmarken wurden meist mehrere Jahre lang zu einem bestimmten Thema ausgegeben, sodass sie zusammen grosse Sätze bilden, wie z. B. die Schweizer Kantonswappen. Zum 100-jährigen Bestehen der Stiftung im Jahr 2012 gab die Schweizerische Post eine Sondermarke heraus.